# Flößerkapelle (Au an der Donau)

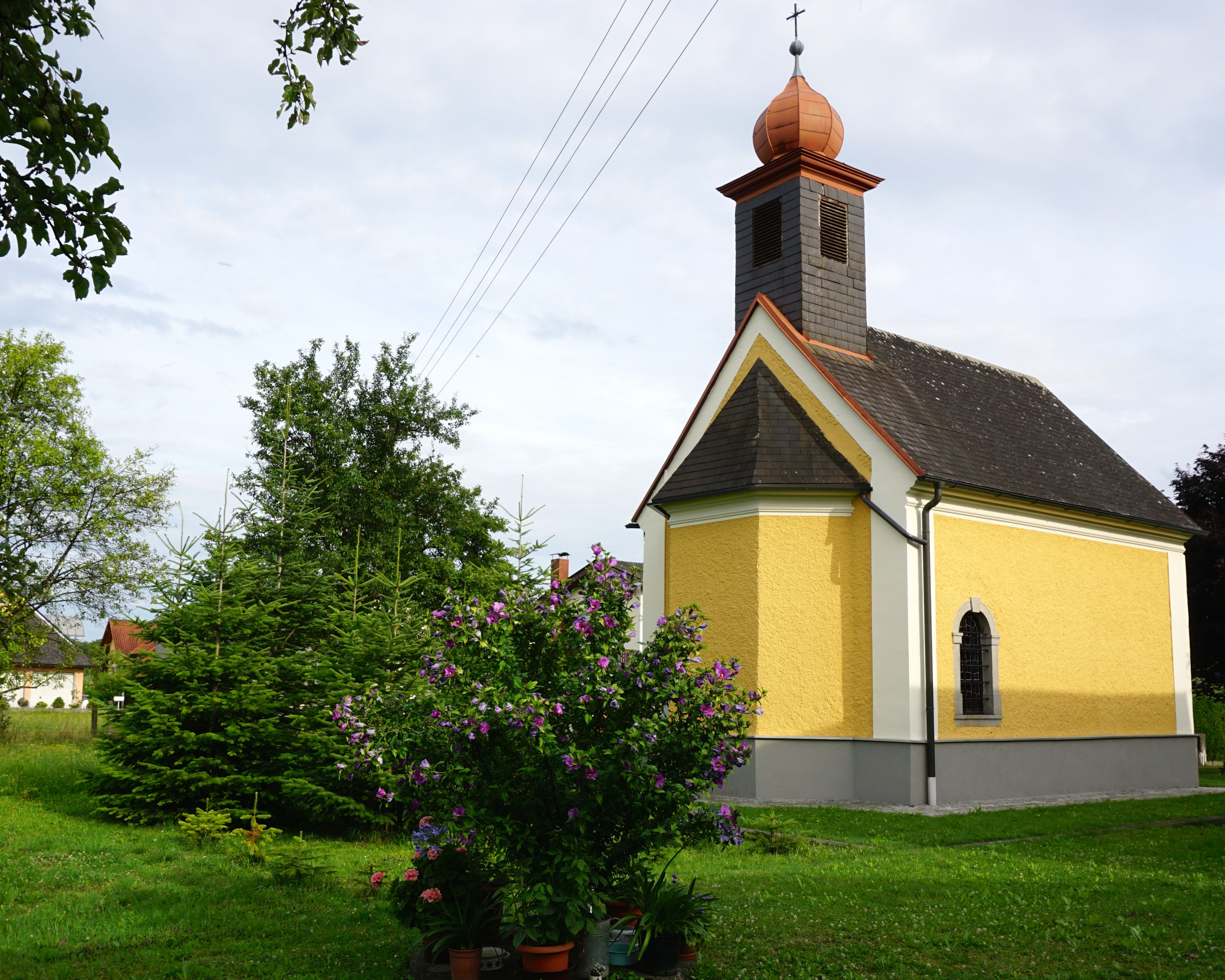
Nordwestansicht der Flößerkapelle in Au an der Donau

Die Flößerkapelle, auch Schifferkapelle oder Auer Kapelle genannt, ist dem Heiligen Nikolaus von Myra geweiht und befindet sich in der Ortschaft Au an der Donau in der Marktgemeinde Naarn im Machlande in Oberösterreich.

## Beschreibung und Geschichte

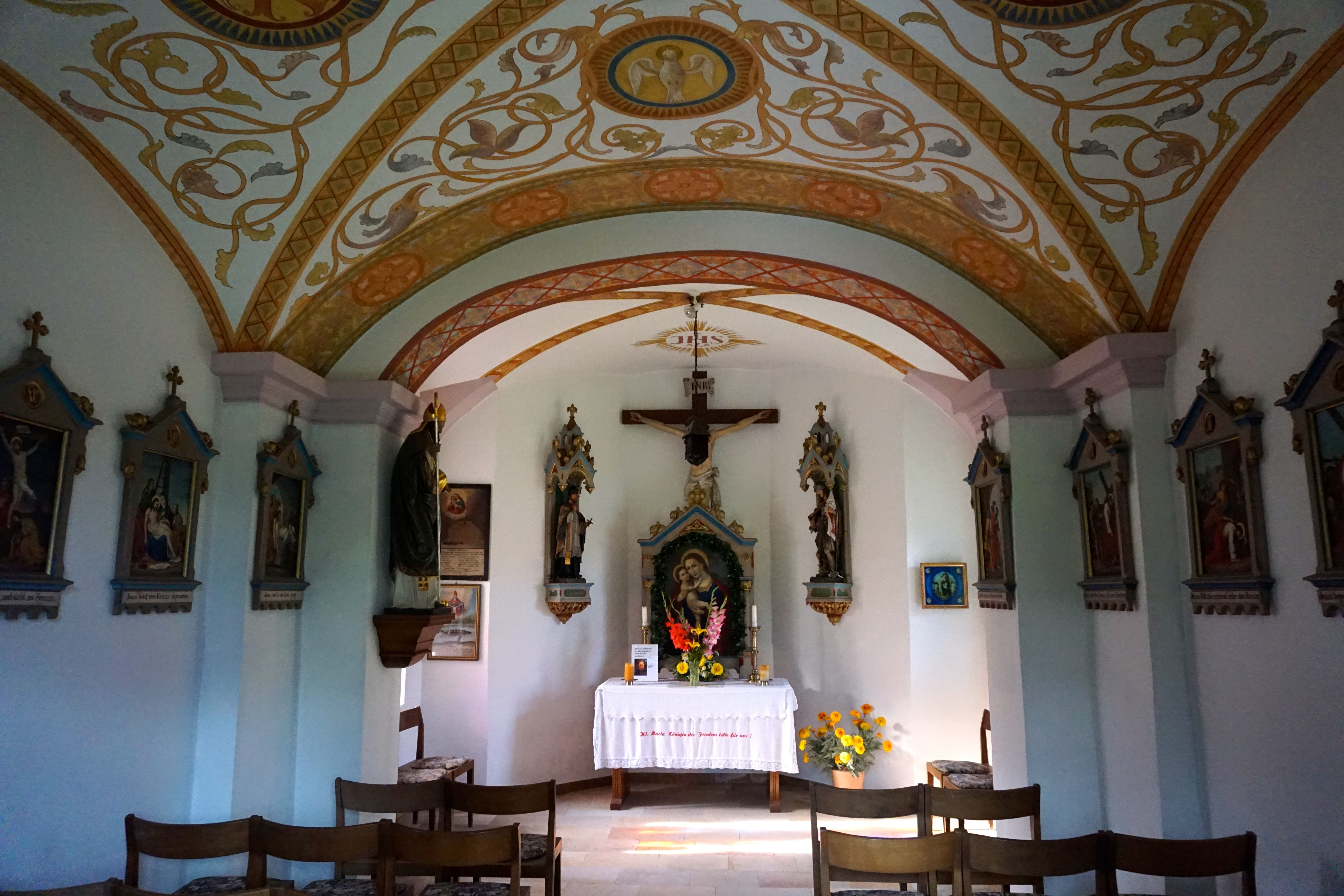
Innenansicht der Flößerkapelle in Au an der Donau

Eine erste Kapelle in Au hat ihren Ursprung in 1682 vom Hochwasser angeschwemmten Relieftafeln. Ab 1684 haben sich hier rasch Wallfahrten entwickelt. Später wurde eine Kreuzsäule mit den vier Relieftafeln errichtet und 1712 mit dem Bau einer Kapelle begonnen, die 1713 fertiggestellt war.
Möglicherweise wurde diese Kapelle 1809 während der Franzosenkriege mittels Kanonen vom anderen Donauufer aus in Brand geschossen und zerstört. Die wieder aufgebaute Kapelle fiel dem Hochwasser von 1899 zum Opfer.
1901 wurde von Privatpersonen eine neugotische Kapelle mit 36 Sitzgelegenheiten errichtet. Sie ist ein zweijochiger Giebelbau mit einem Chor und 3/8 Schluss.
1929 sollte die noch ungeweihte Auer Kapelle als Ort der Andacht „zu Ehren der Tränen Mariens“ zu einem Wallfahrtsort werden. Es wurden Votivgegenstände wie Statue, Fahnen, Kerzen, Teppiche angeschafft und die Kapelle außen schwarz gefärbelt. Auf dem Turm wurde ein elektrisch beleuchtetes Kreuz angebracht. 1935 stand die Kapelle zum Verkauf. Die Pfarre Naarn erwarb sie am 16. Dezember 1935. Die Weihe fand am 3. Mai 1936 statt. Im Zweiten Weltkrieg wurde die einzige Glocke der Kapelle in die Pfarrkirche Naarn gebracht.
Renovierungsarbeiten erfolgten zuletzt 1971 und 1997 und 2013. Um die Erhaltung und Pflege bemühen sich örtliche Vereine. Zum Jubiläum „300 Jahre Flößerkapelle“ wurde eine von der Glockengießerei Grassmayr in Innsbruck gegossene Glocke angeschafft, am 27. November 2011 gesegnet und im Turm der Kapelle aufgehängt.
Die Kapelle enthält Statuen des Heiligen Aloisius von Gonzaga und des Heiligen Florian sowie in der Altarmitte ein Metallbild Maria mit dem Kind. Vor dem Altarraum steht links der Heilige Nikolaus. Der 1901 angefertigte Kreuzweg stammt von Josef Dirnberger.